# Cheshmeh Zowraq
Cheshmeh Zowraq (persiska: چشمه زورق, چِشمِۀ دورَخ, چَشمِۀ دورَخ) är en ort i Iran.   Den ligger i provinsen Hamadan, i den nordvästra delen av landet, 280 km sydväst om huvudstaden Teheran. Cheshmeh Zowraq ligger 2 122 meter över havet och antalet invånare är 210.
Terrängen runt Cheshmeh Zowraq är kuperad åt nordväst, men åt sydost är den platt.Runt Cheshmeh Zowraq är det ganska tätbefolkat, med 54 invånare per kvadratkilometer. Närmaste större samhälle är Tūreh, 17,4 km öster om Cheshmeh Zowraq. Trakten runt Cheshmeh Zowraq består i huvudsak av gräsmarker.